# Musca
Musca – rodzaj muchówek z rodziny muchowatych (Muscidae). Do rodzaju należy pospolita mucha domowa Musca domestica.

## Wybrane gatunki
- M. albina Wiedemann, 1830
- M. amita Hennig, 1964
- M. autumnalis De Geer, 1776
- M. biseta Hough, 1898
- M. crassirostris Stein, 1903
- M. domestica Linnaeus, 1758
  - M. domestica calleva Walker, 1849
  - M. domestica domestica Linnaeus, 1758
- M. larvipara Porchinskiy, 1910
- M. lucidula (Loew, 1856)
- M. osiris Wiedemann, 1830
- M. sorbens Wiedemann, 1830
- M. tempestiva Fallén, 1817
- M. vitripennis Meigen, 1826
- M. vetustissima Walker, 1849